# Luis Salmerón
Luis Ángel Salmerón (Córdoba, Argentina, 18 de marzo de 1982) es un exfutbolista argentino. Surgido de las divisiones inferiores del Club Ferro Carril Oeste, en febrero de 2021 anunció el retiro definitivo. En Ferro es considerado un ídolo. Con 97 anotaciones en un total de 292 partidos, es el máximo goleador del club el siglo XXI y es el tercer máximo goleador de toda la historia.

## Trayectoria
Llegó a las divisiones de Ferro Carril Oeste con 16 años, procedente de Córdoba.
Debutó en la Primera División jugando en Ferro  el 14 de mayo de 2000. Ese mismo, Ferro descendió al Nacional B y luego a la Primera B Metropolitana. Su primer gol oficial lo convirtió en ese torneo el 15 de agosto de 2001, una tarde en la que Ferro venció por 4-1 a Defensores de Cambaceres.  
Salmerón fue uno de los líderes del equipo de Ferro que el año siguiente ascendería al Nacional B. En cada uno de los dos torneos en Primera B convirtió 11 goles.
En el año 2005 es cedido a Tigre donde, si bien estuvo lesionado, aporto varios goles sobre el final de campeonato y logró el ascenso a la Primera División. Al finalizar la cesión volvió a Ferro Carril Oeste donde no tuvo un buen cometido por lo cual parte a Talleres de Córdoba, donde es adquirido su pase por el 100 % de la mano de Carlos Ahumada, y llegó a ser goleador del campeonato, hasta que una apendicitis le hizo perder algunos partidos de la recta final. 
A mediados del 2009 es transferido a la Universidad Católica de Chile, pero luego ser presentado como jugador en Chile, desconoció su acuerdo con el club y volvió a Argentina.
El 22 de agosto de 2009 se incorporó en condición de préstamo al Club Atlético Banfield. En 15 ocasiones, tuvo que reemplazar a Santiago Silva. En este certamen, Salmerón logró su primer título en primera división. Al vencer su préstamo, volvió a ser cedido, esta vez al Independiente Rivadavia de Mendoza, donde logró convertir 6 goles en dieciséis partidos. 
Esto lo llevó al fútbol chino para jugar por el Shanghái Shenhua. Tras estar un año en China donde logró convertir 14 goles en veinticuatro partidos, Salmerón regresó nuevamente a Ferro Carril Oeste, donde logró anotar 4 goles en dieciocho partidos logrando superar los 50  jugando por Ferro.
Tras terminar el primer semestre y aún perteneciendo a Talleres de Córdoba decide emigrar al fútbol chileno pero esta vez jugando por el Santiago Wanderers de Valparaíso.
En 2013 regresó a Talleres, en el Nacional B y, tras un paso fugaz por Atlético Venezuela, regresó una vez más a Ferro. En esa ocasión, integró el equipo que más lejos llegó en su cometido de regresar a Primera División desde el último descenso y durante el gerenciamiento de Daniel Pandolfi Dirigido por Marcelo Broggi, Ferro fue eliminado en semifinales por Ramón Santamarina. 
En 2017 pasó a Tristán Suárez. En 2019, al club Los Andes, ambos en Primera B Metropolitana.

## Estadísticas
Actualizado al 4 de julio de 2017
| Club                              | Div.                | Temporada           | Liga | Liga | Copas Nacionales (1) | Copas Nacionales (1) | Copas Internacionales (2) | Copas Internacionales (2) | Total | Total |
| Club                              | Div.                | Temporada           | PJ   | G    | PJ                   | G                    | PJ                        | G                         | PJ    | G     |
| --------------------------------- | ------------------- | ------------------- | ---- | ---- | -------------------- | -------------------- | ------------------------- | ------------------------- | ----- | ----- |
| Ferro Argentina                   | 1.ª                 | 1999-00             | 2    | 0    | —                    | —                    | —                         | —                         | 2     | 0     |
| Ferro Argentina                   | Total               | Total               | 2    | 0    | —                    | —                    | —                         | —                         | 2     | 0     |
| Deportivo Armenio Argentina       | 3.ª                 | 2000-01             | 24   | 3    | —                    | —                    | —                         | —                         | 24    | 3     |
| Deportivo Armenio Argentina       | Total               | Total               | 24   | 3    | —                    | —                    | —                         | —                         | 24    | 3     |
| Ferro Argentina                   | 3.ª                 | 2001-02             | 42   | 11   | —                    | —                    | —                         | —                         | 42    | 11    |
| Ferro Argentina                   | 3.ª                 | 2002-03             | 30   | 12   | —                    | —                    | —                         | —                         | 30    | 12    |
| Ferro Argentina                   | 2.ª                 | 2003-04             | 23   | 5    | —                    | —                    | —                         | —                         | 23    | 5     |
| Ferro Argentina                   | Total               | Total               | 72   | 28   | —                    | —                    | —                         | —                         | 72    | 28    |
| Atlanta Argentina                 | 3.ª                 | 2004-05             | 20   | 7    | —                    | —                    | —                         | —                         | 20    | 7     |
| Atlanta Argentina                 | Total               | Total               | 20   | 7    | —                    | —                    | —                         | —                         | 20    | 7     |
| Ferro Argentina                   | 2.ª                 | 2005-06             | 31   | 9    | —                    | —                    | —                         | —                         | 31    | 9     |
| Ferro Argentina                   | Total               | Total               | 31   | 9    | —                    | —                    | —                         | —                         | 31    | 9     |
| Tigre Argentina                   | 2.ª                 | 2006-07             | 16   | 3    | —                    | —                    | —                         | —                         | 16    | 3     |
| Tigre Argentina                   | Total               | Total               | 16   | 3    | —                    | —                    | —                         | —                         | 16    | 3     |
| Ferro Argentina                   | 2.ª                 | 2007-08             | 33   | 15   | —                    | —                    | —                         | —                         | 33    | 15    |
| Ferro Argentina                   | Total               | Total               | 33   | 15   | —                    | —                    | —                         | —                         | 33    | 15    |
| Talleres de Córdoba Argentina     | 2.ª                 | 2008-09             | 32   | 18   | —                    | —                    | —                         | —                         | 32    | 18    |
| Talleres de Córdoba Argentina     | Total               | Total               | 32   | 18   | —                    | —                    | —                         | —                         | 32    | 18    |
| Banfield Argentina                | 1.ª                 | 2009-10             | 15   | 0    | —                    | —                    | 1                         | 0                         | 16    | 0     |
| Banfield Argentina                | Total               | Total               | 15   | 0    | —                    | —                    | 1                         | 0                         | 16    | 0     |
| Independiente Rivadavia Argentina | 2.ª                 | 2010-11             | 16   | 6    | —                    | —                    | —                         | —                         | 16    | 6     |
| Independiente Rivadavia Argentina | Total               | Total               | 16   | 6    | —                    | —                    | —                         | —                         | 16    | 6     |
| Shanghái Shenhua China            | 1.ª                 | 2011                | 24   | 12   | —                    | —                    | 4                         | 0                         | 28    | 12    |
| Shanghái Shenhua China            | Total               | Total               | 24   | 12   | —                    | —                    | 4                         | 0                         | 28    | 12    |
| Ferro Argentina                   | 2.ª                 | 2011-12             | 18   | 4    | —                    | —                    | —                         | —                         | 18    | 4     |
| Ferro Argentina                   | Total               | Total               | 18   | 4    | —                    | —                    | —                         | —                         | 18    | 4     |
| Santiago Wanderers · Chile        | 1.ª                 | 2012                | 13   | 2    | 4                    | 4                    | —                         | —                         | 17    | 6     |
| Santiago Wanderers · Chile        | 1.ª                 | 2013                | 13   | 2    | —                    | —                    | —                         | —                         | 13    | 2     |
| Santiago Wanderers · Chile        | Total               | Total               | 26   | 4    | 4                    | 4                    | —                         | —                         | 30    | 8     |
| Talleres de Córdoba Argentina     | 2.ª                 | 2013-14             | 11   | 0    | 1                    | 0                    | —                         | —                         | 12    | 0     |
| Talleres de Córdoba Argentina     | Total               | Total               | 11   | 0    | 1                    | 0                    | —                         | —                         | 12    | 0     |
| Atlético Venezuela · Venezuela    | 1.ª                 | 2014-15             | 12   | 5    | —                    | —                    | —                         | —                         | 12    | 5     |
| Atlético Venezuela · Venezuela    | Total               | Total               | 12   | 5    | —                    | —                    | —                         | —                         | 12    | 5     |
| Ferro Argentina                   | 2.ª                 | 2014                | 18   | 2    | 1                    | 0                    | —                         | —                         | 19    | 2     |
| Ferro Argentina                   | 2.ª                 | 2015                | 42   | 18   | 2                    | 1                    | —                         | —                         | 44    | 19    |
| Ferro Argentina                   | 2.ª                 | 2016                | 12   | 2    | 1                    | 0                    | —                         | —                         | 13    | 2     |
| Ferro Argentina                   | 2.ª                 | 2016-17             | 32   | 11   | 1                    | 0                    | —                         | —                         | 33    | 11    |
| Ferro Argentina                   | Total               | Total               | 106  | 28   | 5                    | 1                    | —                         | —                         | 111   | 29    |
| Total en Ferro                    | Total en Ferro      | Total en Ferro      | 262  | 91   | 5                    | 1                    | —                         | —                         | 267   | 87    |
| Tristán Suaréz Argentina          | 3.ª                 | 2017-2018           |      | 16   |                      |                      |                           |                           |       | 16    |
| Tristán Suaréz Argentina          | 3.ª                 | 2017-2018           |      | 5    |                      |                      |                           |                           |       | 5     |
| Tristán Suaréz Argentina          | Total               | Total               | 60   | 21   |                      |                      | —                         | —                         | 60    | 21    |
| Total en su carrera               | Total en su carrera | Total en su carrera | 458  | 170  | 10                   | 5                    | 5                         | 0                         | 472   | 154   |

## Palmarés

### Campeonatos nacionales
| Título           | Club               | País      | Año       |
| ---------------- | ------------------ | --------- | --------- |
| Primera B        | Ferro Carril Oeste | Argentina | 2002/2003 |
| Primera División | Banfield           | Argentina | A - 2009  |